# فيات كرايسلر أوتوموبيل
فيات كرايسلر للسيارات (بالإنجليزية: Fiat Chrysler Automobiles)‏ تُختصر (FCA)،
كانت شركة متعددة الجنسيات نتجت عن استحواذ شركة فيات إس بي إيه على مجموعة كرايسلر، وكانت الشركة الإيطالية القابضة ايكسور أكبر مساهم ومالك لحقوق التصويت. في ذلك الوقت كانت ثامن أكبر شركة لصناعة السيارات في العالم. [5] تأسست المجموعة في أكتوبر 2014. يقع مقر الشركة الرئيسي في أمستردام ومقرها المالي في لندن. تم إدراج الشركة القابضة في بورصة نيويورك والبورصة الإيطالية في ميلانو. [6] امتلكت ايكسور وهي مجموعة استثمارية إيطالية تسيطر عليها عائلة أنييلي، نسبة 29،19٪ من فيات كرايسلر للسيارات وكانت تسيطر على 44،31٪ من خلال آلية تصويت الولاء.